# Мамкін Михайло Сергійович
Михайло Сергійович Мамкін (рос. Михаил Сергеевич Мамкин; 7 серпня 1990, м. Москва, СРСР) — російський хокеїст, захисник. Виступає за «Югра» (Ханти-Мансійськ) у Континентальній хокейній лізі
Вихованець хокейної школи «Спартак» (Москва). Виступав за МХК «Спартак», «Спартак» (Москва).